# Diego Živulić
Diego Živulić (ur. 23 marca 1992 w Rijece) – chorwacki piłkarz występujący na pozycji pomocnika w Oțelul Galați.

## Kariera klubowa
Grę w piłkę nożną rozpoczął w wieku 6 lat w amatorskim klubie NK Novigrad z Novigradu na półwyspie Istria. W latach 2004–2008 trenował w NK Jadran Poreč, skąd przeniósł się do akademii HNK Rijeka. Na początku 2010 roku został wypożyczony na okres jednej rundy do NK Orijent (3. HNL), gdzie zanotował pierwsze występy na poziomie seniorskim. W połowie tego samego roku wypożyczono go na 6 miesięcy do NK Pomorac (2. HNL). Po powrocie do HNK Rijeka grał w zespole młodzieżowym, do momentu kiedy to w styczniu 2012 roku został włączony do składu pierwszej drużyny. 21 marca 2012 zadebiutował w 1. HNL w przegranym 0:3 meczu z Hajdukiem Split, w którym został zmieniony w przerwie przez Mato Miloša. W rundzie wiosennej sezonu 2011/12 zaliczył łącznie 9 występów. Latem 2012 roku przeszedł rekonwalescencję po operacji przepukliny, po której został ponownie wypożyczony do NK Pomorac, gdzie spędził 2 lata grając w 2. HNL. Po powrocie do HNK Rijeka oznajmiono mu, że jego wygasający kontrakt nie zostanie przedłużony, wskutek czego stał się wolnym zawodnikiem.
We wrześniu 2014 roku Živulić przeszedł do FC Fastav Zlín (FNL). Po sezonie 2014/15 awansował z tym klubem do 1. ČFL. 26 lipca 2015 zadebiutował w czeskiej ekstraklasie w wygranym 1:0 spotkaniu z Bohemians 1905. W kwietniu 2017 roku oznajmił, iż zamierza opuścić zespół, przez co został odsunięty od podstawowego składu. Nie miał przez to możliwości wystąpienia w meczu finałowym o Puchar Czech 2016/17, w którym Zlín pokonał 1:0 SFC Opava. Po zakończeniu sezonu 2016/17 jako wolny agent podpisał trzyletni kontrakt z Viktorią Pilzno. Latem 2017 roku zadebiutował w europejskich pucharach w dwumeczu z FCSB w kwalifikacjach Ligi Mistrzów (2:2, 1:4). W sezonie 2017/18 rozegrał w czeskiej ekstraklasie 10 spotkań i wywalczył mistrzostwo Czech. W połowie 2018 roku odszedł do Pafos FC, dla którego rozegrał 26 meczów w Protathlima A’ Kategorias. W sierpniu 2019 roku został zawodnikiem Śląska Wrocław, z którym podpisał dwuletnią umowę. 15 września tegoż roku zaliczył debiut w Ekstraklasie w zremisowanym 0:0 spotkaniu przeciwko Górnikowi Zabrze.

## Kariera reprezentacyjna
W latach 2010–2011 występował w młodzieżowych reprezentacjach Chorwacji w kategorii U-18 oraz U-19, zaliczając łącznie 20 spotkań.

## Sukcesy
FC Fastav Zlín
- Puchar Czech: 2016/17

Viktoria Pilzno
- mistrzostwo Czech: 2017/18